# پروس خاوری

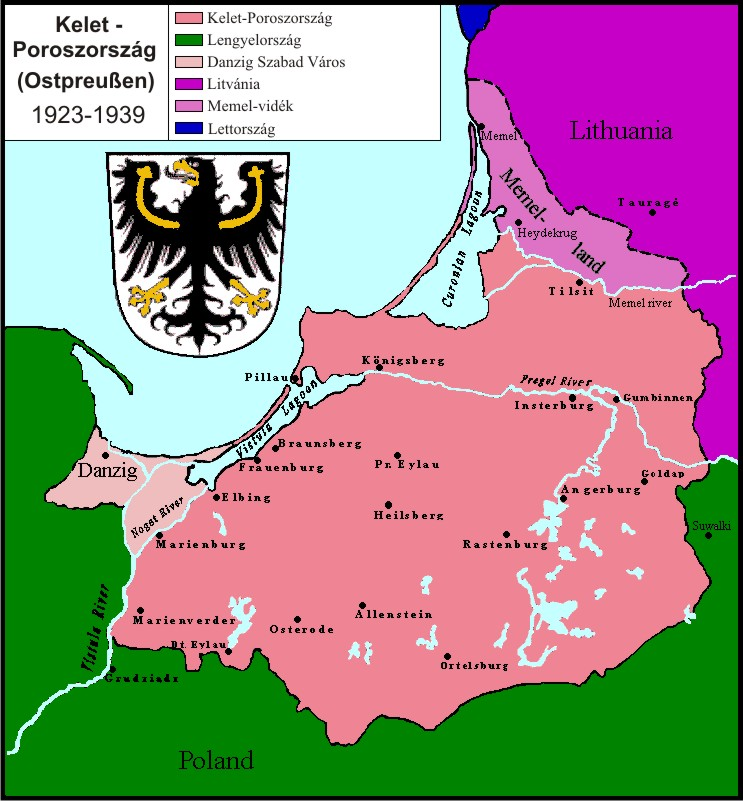
پروس خاوری میان سال‌های ۱۹۲۳ تا ۱۹۳۹

پروس خاوری یا پروس شرقی (به آلمانی: Ostpreußen) بخشی از سرزمین پادشاهی پروس از سال ۱۷۷۳ تا ۱۸۲۹ بود. این سرزمین از ۱۸۲۹ تا ۱۸۷۸ با پروس باختری متحد شد و تشکیل استان پروس را داد. از ۱۸۷۸ این سرزمین، به صورت بخشی از امپراتوری آلمان درآمد. با پایان جنگ جهانی اول و سقوط حکومت ویلهلم دوم در نوامبر ۱۹۱۸، این سرزمین از سال ۱۹۱۹ به صورت بخشی از جمهوری وایمار و سپس زیر نظر رایش سوم اداره می‌شد. مرکز این سرزمین کونیگسبرگ بود. اواخر جنگ جهانی دوم، ارتش سرخ توانست این ناحیه را به تصرف خود درآورد. در پایان جنگ، یعنی از سال ۱۹۴۵، این سرزمین میان شوروی و لهستان تقسیم‌شد.

## جغرافیا
این سرزمین در امتداد کرانه دریای بالتیک قرار دارد.

## تاریخچه
پروس خاوری خاستگاه پروسی‌های باستان بود. در سدهٔ سیزدهم میلادی شوالیه‌های تتونیک این سرزمین را گشودند و پروسی‌ها مسیحیت را پذیرفتند. به مرور ژرمن‌ها جمعیت غالب پروس خاوری شدند. در ۱۵۲۵ میلادی دوک‌نشین پروس در این سامان پایه‌ریزی شد. در سدهٔ ۱۷ و ۱۸ میلادی زبان پروسی باستان به فراموشی سپرده‌شد. در ۱۸۲۹ پروس خاوری و پروس باختری به هم پیوستند و استان پروس را تشکیل دادند. این اتحاد تا سال ۱۸۷۸ ادامه یافت. پس از وحدت آلمان، این سرزمین نیز از سال ۱۸۷۸ به بخشی از امپراتوری آلمان تبدیل شد. این سرزمین به صورت بخشی از امپراتوری آلمان تا نوامبر سال ۱۹۱۸ اداره می‌شد.
پس از پایان یافتن جنگ جهانی یکم و انعقاد پیمان ورسای در سال ۱۹۱۹، این سرزمین به گونهٔ یک سرزمین جداشده درآمد ولی به عنوان بخشی از جمهوری وایمار شناخته می‌شد.

### بین دو جنگ

پروس شرقی بین جنگ (از ۱۹۲۳ تا ۱۹۳۹)

با کناره‌گیری اجباری امپراتور ویلهلم دوم در سال ۱۹۱۸، آلمان به جمهوری وایمار تبدیل شد. بیشتر پروس غربی و استان پوسن پروس سابق، سرزمین‌هایی که در سده هجدهم در تقسیمات لهستان به پروس ضمیمه شدند، طبق پیمان ورسای به جمهوری دوم لهستان واگذار شدند. پروس شرقی به یک منطقه درون‌بوم و برون‌بوم تبدیل شد و از سرزمین اصلی آلمان جدا شد. منطقه کلایپدا نیز از این استان جدا شد. از آنجایی که بیشتر پروس غربی به عنوان گذرگاه لهستان بخشی از جمهوری دوم لهستان شد، Marienwerder region سابقاً غرب پروس بخشی از پروس شرقی (به عنوان Regierungsbezirk Westpreußen) شد. همچنین منطقه جاودووو در منطقه آلنشتاین بخشی از جمهوری دوم لهستان بود. Seedienst Ostpreußen برای ارائه خدمات حمل و نقل مستقل به شرق پروس تأسیس شد.
در ۱۱ ژوئیه ۱۹۲۰، در میان پس‌زمینه جنگ لهستان و شوروی، همه‌پرسی پروس شرقی در شرق پروس غربی و جنوب پروس شرقی تحت نظارت متفقین برگزار شد تا مشخص شود که آیا این مناطق باید به جمهوری دوم لهستان بپیوندند یا در وایمار آلمان باقی بمانند. در پروس شرقی ۹۶٫۷٪ از مردم به ماندن در آلمان رای دادند.
منطقه کلایپدا، در قیمومت جامعه ملل از سال ۱۹۲۰، در سال ۱۹۲۳ توسط نیروهای لیتوانی اشغال شد و بدون دادن حق انتخاب به ساکنان، ضمیمه این کشور شد.
در جریان جنگ جهانی دوم و در فاصله سال‌های ۱۹۴۱ تا ۱۹۴۵، شهر کونیگسبرگ که مرکز این سرزمین بود، بارها توسط نیروی هوایی بریتانیا، شوروی و آمریکا بمباران شد. پس از شکست آلمان نازی در جریان جنگ جهانی دوم، این سرزمین میان شوروی و لهستان تقسیم‌شد. آلمانی‌های ساکن در این سرزمین نیز، به گستردگی از این سرزمین تبعید شدند.